# ئی‌اس‌پی-دیسک
ئی‌اس‌پی-دیسک (انگلیسی: ESP-Disk) شرکت نشر موسیقی آمریکایی است، که در سال ۱۹۶۳ تأسیس شد.